# サマータイムブルースが聴こえる
「サマータイムブルースが聴こえる」（サマータイムブルースがきこえる）は、吉田拓郎が1981年9月5日にリリースした22枚目のシングル。発売元はフォーライフ・レコード（現・フォーライフミュージックエンタテイメント）。

## 音楽性
シングルバージョンは、1985年に発売されたベスト・アルバム『吉田拓郎ベスト60』に初収録されたが、後年に廃盤となってしまい、長らくベスト・アルバムには収録されていなかったが、2011年に発売されたベスト・アルバム『ONLY YOU 〜since coming For Life〜 + Single Collection』に再び収録された。
カップリング曲の「Y」は、アルバム『無人島で…。』からの先行シングル曲。歌詞に出てくる「ダイエー」は、ダイエー碑文谷店のことで、2017年に碑文谷店が閉店した際はこの曲と共に報道された。異名同曲の「S」という曲も存在し、ライブアルバム『王様達のハイキング IN BUDOKAN』に収録されている。

## 収録曲
- 全作曲:吉田拓郎、編曲:松任谷正隆

Side:A
1. サマータイムブルースが聴こえる（4分54秒）
作詞:松本隆

Side:B
1. Y（4分35秒）
作詞:吉田拓郎

## 収録ディスク

### アルバム
サマータイムブルースが聴こえる
- 『☆』はシングルバージョンの歌詞、『★』は『体育館ツアー』で初披露されたバージョンの歌詞。

- 『王様達のハイキング IN BUDOKAN』★(1982年)
- 『吉田拓郎ベスト60』☆(1985年)
- 『豊かなる一日』★(2004年)
- 『ONLY YOU 〜since coming For Life〜 + Single Collection』☆(2011年)
- 『AGAIN』★(2014年)

Y
- 『無人島で…。』(1981年)
- 『吉田拓郎ベスト60』(1985年)
- 『Songs』(1988年)
- 『Another Side Of Takuro 25』(2024年)